# Gimnastyka na Letnich Igrzyskach Olimpijskich 1968
Zawody w gimnastyce na Letnich Igrzyskach Olimpijskich 1968 zostały rozegrane w dniach 21-26 października 1968 roku. Areną zmagań był Auditorio Nacional.

## Medaliści
Mężczyźni
| Konkurencja                     | 1. miejsce                                                                                             | Wynik  | 2. miejsce | Wynik  | 3. miejsce                                                                                            | Wynik  |
| ------------------------------- | --- | ------ | --- | ------ | --- | ------ |
| Wielobój indywidualnie (więcej) | Sawao Katō                                                                                             | 115,90 | Michaił Woronin | 115,85 | Akinori Nakayama                                                                                      | 115,65 |
| Wielobój drużynowo (więcej)     | Japonia · Yukio Endō · Sawao Katō · Takeshi Katō · Eizō Kenmotsu · Akinori Nakayama · Mitsuo Tsukahara | 575,90 | ZSRR · Michaił Woronin · Siergiej Diomidow · Wiktor Klimienko · Walerij Karasiow · Wiktor Lisickij · Walerij Iljinych | 571,10 | NRD · Matthias Brehme · Klaus Köste · Siegfried Fülle · Peter Weber · Gerhard Dietrich · Günter Beier | 557,15 |
| Ćwiczenia wolne (więcej)        | Sawao Katō                                                                                             | 19,475 | Akinori Nakayama | 19,400 | Takeshi Katō                                                                                          | 19,275 |
| Skok (więcej)                   | Michaił Woronin                                                                                        | 19,000 | Yukio Endō | 18,950 | Siergej Diomidow                                                                                      | 18,925 |
| Poręcze (więcej)                | Akinori Nakayama                                                                                       | 19,475 | Michaił Woronin | 19,425 | Wiktor Klimienko                                                                                      | 19,225 |
| Drążek (więcej)                 | Akinori Nakayama Michaił Woronin                                                                       | 19,550 | N/A | N/A    | Eizō Kenmotsu                                                                                         | 19,375 |
| Kółka (więcej)                  | Akinori Nakayama                                                                                       | 19,450 | Michaił Woronin | 19,325 | Sawao Katō                                                                                            | 19,225 |
| Koń z łękami (więcej)           | Miroslav Cerar                                                                                         | 19,325 | Oili Laiho | 19,225 | Michaił Woronin                                                                                       | 19,200 |

Kobiety
| Konkurencja                     | 1. miejsce | Wynik  | 2. miejsce | Wynik  | 3. miejsce                                                                                                | Wynik  |
| ------------------------------- | --- | ------ | --- | ------ | --- | ------ |
| Wielobój indywidualnie (więcej) | Věra Čáslavská | 78,250 | Zinaida Woronina | 76,850 | Natalja Kuczinska                                                                                         | 76,750 |
| Wielobój drużynowo (więcej)     | ZSRR · Zinaida Woronina · Natalja Kuczinska · Łarisa Pietrik · Olga Karasiowa · Ludmiła Turiszczewa · Lubow Burda | 382,85 | Czechosłowacja · Věra Čáslavská · Bohumila Řimnáčová · Miroslava Skleničková · Marianna Krajčírová · Hana Lišková · Jana Kubičková-Posnerová | 382,20 | NRD · Erika Zuchold · Karin Janz · Maritta Bauerschmidt · Ute Starke · Marianne Noack · Magdalena Schmidt | 379,10 |
| Ćwiczenia wolne (więcej)        | Łarisa Pietrik Věra Čáslavská                                                                                     | 19,675 | N/A | N/A    | Natalja Kuczinska                                                                                         | 19,650 |
| Skok (więcej)                   | Věra Čáslavská | 19,775 | Erika Zuchold | 19,625 | Zinaida Woronina                                                                                          | 19,500 |
| Poręcze (więcej)                | Věra Čáslavská | 19,650 | Karin Janz | 19,500 | Zinaida Woronina                                                                                          | 19,325 |
| Równoważnia (więcej)            | Natalja Kuczinska                                                                                                 | 19,650 | Věra Čáslavská | 19,575 | Łarisa Pietrik                                                                                            | 19,250 |

## Klasyfikacja medalowa
Opracowano na podstawie materiałów źródłowych.
| Miejsce | Państwo        | Złoto | Srebro | Brąz | Razem |
| ------- | -------------- | ----- | ------ | ---- | ----- |
| 1.      | Japonia        | 6     | 2      | 4    | 12    |
| 2.      | ZSRR           | 5     | 5      | 8    | 18    |
| 3.      | Czechosłowacja | 4     | 2      | 0    | 6     |
| 4.      | Jugosławia     | 1     | 0      | 0    | 1     |
| 5.      | NRD            | 0     | 2      | 2    | 4     |
| 6.      | Finlandia      | 0     | 1      | 0    | 1     |
| Razem   | Razem          | 16    | 12     | 14   | 42    |